# Ákos Hudi
Ákos Hudi (ur. 10 sierpnia 1991) – węgierski lekkoatleta specjalizujący się w rzucie młotem.
Międzynarodową karierę zaczynał w roku 2007 od nieudanego startu w mistrzostwach Europy juniorów. Podczas mistrzostw świata juniorów w Bydgoszczy (2008) był siódmy, a na mistrzostwach Europy juniorów w 2009 zdobył srebrny medal. W lipcu 2010 sięgnął w Kanadzie po wicemistrzostwo świata juniorów. W 2013 zdobył srebro młodzieżowych mistrzostw Europy w Tampere. Medalista mistrzostw Węgier w różnych kategoriach wiekowych oraz reprezentant kraju w pucharze Europy w rzutach.
Rekordy życiowe: młot seniorski – 76,93 (21 lipca 2013, Budapeszt); młot o wadze 5 kg – 81,09 (20 maja 2008, Veszprém); młot o wadze 6 kg – 81,15 (7 lipca 2010, Veszprém).

## Osiągnięcia
| Rok  | Impreza                        | Miejsce               | Lokata               | Wynik |
| ---- | ------------------------------ | --------------------- | -------------------- | ----- |
| 2007 | Mistrzostwa Europy juniorów    | Hengelo               | el. – 16. miejsce    | 65,19 |
| 2008 | Mistrzostwa świata juniorów    | Bydgoszcz             | 7. miejsce           | 73,31 |
| 2009 | Zimowy puchar Europy w rzutach | Teneryfa              | 4. miejsce           | 68,63 |
| 2009 | Mistrzostwa Europy juniorów    | Nowy Sad              | 2. miejsce           | 79,14 |
| 2010 | Mistrzostwa świata juniorów    | Moncton               | 2. miejsce           | 78,37 |
| 2011 | Zimowy puchar Europy w rzutach | Sofia                 | 6. miejsce           | 67,56 |
| 2011 | Młodzieżowe mistrzostwa Europy | Ostrawa               | 8. miejsce           | 70,75 |
| 2012 | Zimowy puchar Europy w rzutach | Bar                   | 4. miejsce           | 68,89 |
| 2013 | Zimowy puchar Europy w rzutach | Castellón de la Plana | 2. miejsce (U23)     | 70,20 |
| 2013 | Młodzieżowe mistrzostwa Europy | Tampere               | 2. miejsce           | 74,09 |
| 2013 | Mistrzostwa świata             | Moskwa                | el. – 15. miejsce    | 74,30 |
| 2014 | Mistrzostwa Europy             | Zurych                | el. – 16. miejsce    | 72,53 |
| 2015 | Zimowy puchar Europy w rzutach | Leiria                | 14. miejsce          | 68,90 |
| 2015 | Mistrzostwa świata             | Pekin                 | el. – 27. miejsce    | 71,15 |
| 2016 | Puchar Europy w rzutach        | Arad                  | 10. miejsce          | 69,25 |
| 2016 | Mistrzostwa Europy             | Amsterdam             | el. – 21. miejsce    | 70,37 |
| 2017 | Puchar Europy w rzutach        | Las Palmas            | 3. miejsce (grupa B) | 69,28 |